# Изер (Северно море)
Изер (Северно море) (фр. Yser) је река у Француској. Дуга је 78 km. Улива се у Северно море. 